# The Carrie Diaries (tv-serie)
The Carrie Diaries er en tv-serie fra 2013 baseret på en bog af samme navn skrevet af Candace Bushnell. Karaktaren Carrie i tv-serien skildrer Carrie Bradshaw, hvis voksenliv er portrætteret i den amerikanske tv-selskab HBO tv-serie Sex and the City. Serien fås i to sæsoner
The Carrie Diaries sendes på kanal 4 i Danmark

## Rolleliste
- AnnaSophia Robb som Carrie Bradshaw
- Austin Butler som Sebastian Kydd
- Ellen Wong som Jill "Mouse" Chen
- Katie Findlay som Maggie Landers
- Stefania Owen som Dorrit Bradshaw
- Brendan Dooling som Walter "Walt" Reynolds
- Chloe Bridges som Donna LaDonna
- Freema Agyeman som Larissa Loughlin
- Matt Letscher som Tom Bradshaw
- Lindsey Gort som Samantha Jones
- Jake Robinson som Bennet Wilcox
- Chris Wood som Adam Weaver
- Josh Salatin som Simon Byrnes